# Enterotoxina
Les enterotoxines són el producte del metabolisme de determinades soques microbianes que posseeixen un alt grau de toxicitat per a l'organisme humà. Les enterotoxines són proteïnes de cadena simple no ramificada, generalment compostes per quantitats relativament grans de lisina, tirosina, àcid glutàmic i àcid aspàrtic. Solen no ser termolàbils, és a dir, resisteixen bé la calor, i això fa que moltes de les mesures higièniques habituals no siguin efectives. Són una de les principals causes de les intoxicacions alimentàries. Exemples d'enterotoxines són les denominades enterotoxines estafilocòciques (secretades pel Staphylococcus aureus) A i B, l'enterotoxina colèrica, l'enterotoxina de Clostridium perfringens, l'enterotoxina de Salmonella typhimurium, les enterotoxines Nhe, Hbl i CytK de Bacillus cereus o la toxina botulínica. La seva ingesta, generalment a través de l'aigua o aliments contaminats, és causa de trastorns del tracte gastrointestinal, com ara còlics, gastroenteritis, diarrea, etc. Unes poques d'elles són pirogèniques (produeixen un important augment de la temperatura corporal) i poden, de forma excepcional, provocar hipertèrmia, sèpsia o inclús la mort quan penetren en el cos a conseqüència de ferides o solucions de continuïtat a la pell que faciliten l'accés al sistema circulatori de determinats gèrmens. Les més virulentes, com ara l'enterotoxina estafilocòcica B o la botulínica, formen part de les anomenades armes biològiques.